# ジョー・ウィースキャンプ
ジョセフ・ハインマン・ウィースキャンプ（Joseph Hinman Wieskamp, 1999年8月23日 - ）は、アメリカ合衆国・アイオワ州マスカティン出身のプロバスケットボール選手。ポジションはシューティングガードまたはスモールフォワード。

## 経歴

### ハイスクール
中学では、フットボールのクォーターバックや、野球選手をプレーしたが、親指を痛めた後フットボールをやめ、最終的にバスケットボールだけに集中することにした。故郷のアイオワ州マスカティーンにあるマスカティーン高校でバスケットボールをプレーし、新入生シーズンでは、ゲーム平均18.6ポイントを獲得し、アイオワ州で最高得点の新入生になった。ミシシッピアスレチックコンファレンス（MAC）の歴史上、全コンファレンスの栄誉を獲得した最初の新入生になった2年生のシーズンでは、彼は1試合平均21.6ポイント、10リバウンドで、オールステートファーストチームに選ばれた。
ジュニアとして、ゲーム平均30.4ポイント、10.2リバウンドで、MACプレーヤーオブザイヤー、アイオワゲータレード年間最優秀プレーヤーに選ばれた。シニアとして、1試合平均33.5ポイント、13.5リバウンドを記録し、チームを16年ぶりの州トーナメントに導いた。アイオワゲータレード年間最優秀プレーヤーとして繰り返し、アイオワミスターバスケットボールに選ばれた。総得点2,376ポイントで、アイオワ級4Aのキャリアスコアリングリーダーとして高校を卒業した。

#### 評価
| 氏名 | 出身                                                                                | 高校 / 大学    | 身長               | 体重           | コミット日   |
| --- | ----------------------------------------------------------------------------------- | -------------- | ------------------ | -------------- | ------------ |
| Joe Wieskamp SG | Muscatine, IA                                                                       | Muscatine (IA) | 6 ft 6 in (1.98 m) | 190 lb (86 kg) | 2015年6月9日 |
| Joe Wieskamp SG | リクルート スターレーティング: Scout: N/A Rivals: 247Sports: ESPN: ESPNグレード: 84 |                |                    |                |              |
| 全リクルート順位: Rivals: 43 247Sports: 55 ESPN: 77 |                                                                                     |                |                    |                |              |
| - 注意: 多くの場合、Scout、Rivals、247Sports、ESPNの間で身長、体重が一致しない可能性がある。 - これらの場合、平均をとっている。ESPNグレードは100ポイントスケールに基づいている。 出典: - “Iowa 2018 Basketball Commitments”. Rivals.com. 2020年5月28日閲覧。 - “2018 Iowa Hawkeyes Recruiting Class”. ESPN.com. 2020年5月28日閲覧。 - “2018 Team Ranking”. Rivals.com. 2020年5月28日閲覧。 |                                                                                     |                |                    |                |              |

### カレッジ
2019年1月20日、シーズンハイの24ポイントを獲得し、イリノイ大学を95-71で下した。NCAAトーナメントでシンシナティ大学に対して19ポイントと5リバウンドを記録し、新入生として、ゲームあたり平均11.1ポイントと4.9リバウンド、3ポイント成功率で42.4パーセントを記録した。35試合すべてスターターで出場し、ビッグテンオールフレッシュマンチームに指名された。シーズン後、2019 NBAドラフトエントリーを宣言したが、エージェントを雇わず、最終的にドラフトから撤退し、アイオワ大に戻ることを決定した 。
2年生のシーズンに入ると、プレシーズンのオールビッグテンチームとジェリーウェストアワードのウォッチリストに選ばれた。2年生の開幕戦で、ひじを過伸展で痛め、シーズンを開始からシューティングでスランプを経験した。12月9日、ミネソタ大学戦でて23ポイントを獲得し、72-52で勝利した。2020年1月10日にメリーランド大を67-49で破り、キャリアハイの26ポイントを記録した。2月8日にネブラスカ大に96-72で勝利し、30ポイントを記録しキャリアハイを更新した。レギュラーシーズンの終わりに、コーチとメディアによってオールビッグテンサードチームに指名された。ゲームあたり平均14.0ポイントと6.1リバウンドで、85.6％のフリースローシュートでビッグテン最高成績を記録した 。
2021年2月10日、ジュニアシーズンハイの26ポイントを記録し、ラトガース大に対して79-66で勝利し、10リバウンドを記録した。ジュニアとして、ゲーム平均14.8ポイントと6.6リバウンド、3ポイント成功率46％を記録し、オールビッグテンセカンドチームに選ばれた。4月14日、大学の資格を維持しながら2021年のNBAドラフトエントリーを宣言し、ドラフトに参加することに決めた。

## NBA

### サンアントニオスパーズ（2021-2022）
2021年7月29日、2021年のNBAドラフトで2順目41位でサンアントニオスパーズに指名された。2021年のNBAサマーリーグでは、スパーズのロースターに加わった。9月7日、2ウェイ契約を結んだ。2021年11月10日、サクラメント・キングス戦でデビューし、3得点を記録した。2022年3月4日、2ウェイ契約から、本契約に更新された。
2022年10月18日、解雇され、シーズン開幕ロースターに残ることができなかった。

### トロント・ラプターズ(2023)
2023年1月7日、トロント・ラプターズと契約し、1月17日、2度目の10日間契約を結び、、2月11日、ラプターズと複数年契約を結んだ。

## 個人成績

### NBA

#### レギュラーシーズン
| シーズン | チーム                   | GP | GS | MPG | FG%  | 3P%  | FT%  | RPG | APG | SPG | BPG | PPG |
| -------- | ------------------------ | -- | -- | --- | ---- | ---- | ---- | --- | --- | --- | --- | --- |
| 2021–22  | サンアントニオ・スパーズ | 29 | 0  | 7.1 | .357 | .326 | .538 | .5  | .3  | .1  | .1  | 2.1 |
| Career   | Career                   | 29 | 0  | 7.1 | .357 | .326 | .538 | .5  | .3  | .1  | .1  | 2.1 |

### カレッジ
| シーズン | チーム   | GP | GS | MPG  | FG%  | 3P%  | FT%  | RPG | APG | SPG | BPG | PPG  |
| -------- | -------- | -- | -- | ---- | ---- | ---- | ---- | --- | --- | --- | --- | ---- |
| 2018-19  | アイオワ | 35 | 35 | 27.7 | .488 | .424 | .767 | 4.9 | 1.1 | .9  | .5  | 11.1 |
| 2019-20  | アイオワ | 31 | 31 | 32.5 | .427 | .347 | .856 | 6.1 | 1.6 | 1.0 | .5  | 14.0 |
| 2020-21  | アイオワ | 31 | 31 | 29.3 | .491 | .462 | .677 | 6.6 | 1.7 | .9  | .3  | 14.8 |
| 通算     | 通算     | 97 | 97 | 29.7 | .467 | .412 | .771 | 5.8 | 1.5 | .9  | .4  | 13.2 |